# Per Kristoffersen
Pour les articles homonymes, voir Kristoffersen.
Per Kristoffersen, surnommé Snæbbus (né le 12 octobre 1937 à Fredrikstad et mort le 2 mars 2023), est un joueur de football norvégien.